# Original War
Original War es un videojuego de estrategia en tiempo real desarrollado por Altar Games y distribuido por Virgin Interactive en el cual los rusos y los americanos luchan por el poder en el pasado. Rusia está en una situación difícil pero acaba de encontrar gran cantidad de un mineral que le puede servir para controlar el mundo. El mineral se le conoce por Siberita, que es el catalizador de la fusión fría, pero los americanos saben de su existencia, y por lo tanto harán todo lo posible para evitar que los rusos se apoderen de él. Además de estos dos bandos aparecen también mercenarios árabes, cuya única misión es destruir la Siberita.

## Historia
Mientras las reservas mundiales de petróleo menguan a comienzos del siglo XXI, en unas excavaciones en Siberia se descubre un mineral desconocido hasta el momento que se bautiza como Siberita y que parece radiactivo. Las excavaciones fueron efectuadas por un grupo de americanos y los rusos desconocen de su existencia. Más tarde se descubre que la Siberita no es radiactiva pero que al ponerla en contacto con el agua escapaz de realizar la fusión fría, un descubrimiento que permitirá controlar el mercado energético mundial a quien disponga de ese mineral. La historia del juego está inspirada en la novela de ciencia ficción El último día de la Creación (1981) del escritor germano-checo Wolfgang Jeschke.

## Características
- Gráficos en 2D.
- Las unidades humanas no se pueden crear libremente, pero pueden ser asignadas en cualquier momento a una de las cuatro profesiones siguientes:

- Soldado: Unidad de ataque, puede disparar desde búnkeres, torretas y armerías. Se asigna en la Armería.
- Ingeniero: Recolecta cajas de suministros y construye, repara y desmantela edificios (una vez iniciada la construcción del edificio puede ser ayudado por las otras unidades, aunque no sean ingenieros). Se asigna en el Almacén.
- Mecánico: Construye, conduce, y repara vehículos. Se asigna en la Fábrica.
- Científico: Sana personas heridas, investiga nuevas tecnologías e identifica los yacimientos de minerales en el mapa. Si se investiga la tecnología necesaria también puede entrenar homínidos salvajes para que combatan a tu lado. Se asigna en el Laboratorio.
- Los árabes cuentan con una unidad adicional, el Jeque, un tipo de soldado especial que puede entrenar mastodontes para el combate y conducirlos como mahout.

- Cada personaje tiene un nombre, aspecto y habilidades diferentes. Según el nivel de experiencia en cada carrera que tenga, será más efectivo en una profesión u otra. La experiencia se consigue trabajando en dicha profesión, dándole al juego un elemento de Rol.
- Si resultan lo suficientemente dañados, personas, animales, edificios y vehículos pueden quedar inutilizados en el campo de batalla, pero son recuperables durante un tiempo en el cual pueden ser sanados por un doctor, arreglados por un ingeniero o reparados por un mecánico. Si éstos no llegan a tiempo los humanos y animales se desangran, los edificios se derrumban y los coches explotan.
- Existen tres recursos diferentes:

- Cajas: Son enviadas desde el futuro y aparecen en puntos del mapa al azar. Contienen las piezas necesarias para construir edificios y vehículos. También se pueden obtener desmantelando edificios existentes.
- Petróleo: Usado al principio del juego para fabricar combustible para vehículos o como fuente de energía. A medida que se agote puede ser sustituido por tecnología solar o siberita.
- Siberita: Una vez suministrada a un vehículo éste no necesita repostar de nuevo.

- Las campañas no son enteramente lineales y la forma en que se desarrolle un escenario alterará el siguiente (lo más evidente es que si un personaje es liquidado durante una misión no volverá a estar disponible en el futuro).
- Existe modo multijugador a través de Internet y LAN.
- Dos campañas: Americana y Rusa (una tercera campaña Árabe se desechó durante el desarrollo, pero sus escenarios iniciales pueden ser localizados y jugados por modding).

## Campaña Americana
Esta es la primera campaña, con la que se recomienda empezar. El protagonista es John MacMillan, un oficial del Ejército de Estados Unidos que se une a la misión al no tener "nada que perder", asumiendo el control de un grupo de marines en un viaje sin retorno posible al pasado remoto de hace 2 millones de años cuya misión será trasladar las reservas de Siberita desde territorio ruso a lo que en el futuro será Alaska. El medio para hacerlo es la máquina EON, un posible artilugio extraterrestre descubierto en una excavación durante la Primera Guerra Mundial y mantenido en secreto en el Área 51. Sin embargo, una vez realizado el viaje MacMillan y sus compañeros descubren para su sorpresa que los rusos también han viajado en el tiempo para ponerles las cosas difíciles.
- Diario de John MacMillan

## Campaña Rusa
La campaña rusa sucede a la americana y es irónicamente causada por las acciones de los americanos en el pasado. Entre otras cosas, en el universo alternativo resultante Trotski ganó la lucha por el poder con Stalin y Hitler nunca asumió el control de Alemania, dando como resultado una Unión Soviética más poderosa que vivió para ver el siglo XXI. Una serie de descubrimientos posteriores (la máquina TAWAR -la EON de los americanos-, y el hallazgo de maquinaria futurista en yacimientos arqueológicos de Siberia con trazas de Alaskita, el mineral capaz de producir la fusión fría) permitieron a los rusos saber que los americanos les habían robado el mineral capaz de darles el monopolio energético global por lo que se creó la misión al pasado para impedirlo. El protagonista de la campaña es el mecánico soviético Y. I. Gorky, apodado "Burlak", que al contrario que su contraparte americano se sacrificó deliberadamente uniéndose a la misión por puro patriotismo.

## Campaña Árabe
La campaña árabe se desechó durante el desarrollo del juego y se encuentra incompleta. En el sitio Original War Support se creó una campaña no oficial que continuaba los escenarios presentes (aunque ocultos) en el juego original, que se puede descargar aquí.
Los árabes, aún dueños de las últimas reservas de petróleo en el mundo, forman una coalición dirigida por el jeque Omar para atacar la base americana donde se encuentra el EON y evitar así que rusos y americanos puedan acaparar la Siberita y escapar al control que ellos tienen sobre su economía. La protagonista es Heike Steyer, una mercenaria chechena criada en Alemania con un fuerte sentimiento de venganza hacia los rusos. Una vez en el pasado los árabes se alían con rusos o americanos según favorezca más o menos a sus intereses.

## Recepción y crítica
El juego presenta una nota de 67 en GameRankings y 61 en Metacritic. Las opiniones son poco uniformes entre los distintos medios yendo desde la puntuación de 88 de GameSpy al 45 de IGN, pasando por el 7 (enlace roto disponible en Internet Archive; véase el historial, la primera versión y la última). de MeriStation y GameZone.com o el 5 de GameSpot.